# Посольство Малайзії в Україні
Посольство Малайзії в Києві — офіційне дипломатичне представництво Малайзії в Україні, відповідає за підтримку та розвиток відносин між Малайзією та Україною, Малайзією та Грузією.

## Історія дипломатичних відносин
Малайзія визнали незалежність України 3 січня 1992 року. 3 березня 1992 року було встановлено дипломатичні відносини між Україною та Малайзією. З 1995 року посли Малайзії в Варшаві були одночасно акредитовані в Україні. У вересні 2004 року Малайзія відкрила своє посольство в Києві. В двосторонніх відносинах переважають питання освіти, оборони, торгівлі, туризму та консульських справ.

## Посли Малайзії в Україні[2]
1. Абдул Рахман Рахім (Abdul Rahman Rahim) (22 лютого 1995–1997), з резиденцією у Варшаві
2. Мухаммад Нох (Muhammad Noh) (8 квітня 1997–2000
3. Нг Бак Hai (Ng Bak Hai) (24 жовтня 2000–2004)
4. Дауд Мохд Юсофф (Daud Mohd Yusoff) (30 квітня 2004–2004)
5. пані Амінахтун Карім Шахарудін (Aminathun Karim Shaharuddin) (18 листопада 2004[3] — 2008), з резиденцією у Києві
6. Абдулла Сані Омар (Abdulla Sani Omar)[4] (30 січня 2008–2011)
7. Чуа Теонг Бан (Chuah Teong Ban) (6 квітня 2011-23 грудня 2015)
8. Датук Аяуф Бачі (Datuk Ayauf Bachi) (14 червня 2016-2018)
9. Раджа Реза Раджа Заіб Ша (Raja Reza bin Raja Zaib Shah) (21 вересня 2018 — 2021)[5][6].
10. пані Фадгіла Дауд (2021 —)т.п.